# Суфозия
Суфозията (на латински: suffosio — подкопаване, излужване) е процес, свързан с филтрацията на подземните води, при който филтрационният поток изнася най-малките минерални частици през порите на едрозърнестия скелет.
При продължително действие може да предизвика пълно разрушение и необратими деформации – слягане, пропадане, свличане, обрушване и др.
Може да се наблюдава при речните тераси, където водоносните пластове се дренират и дренажните води са с най-големи скорости, ако преминават през пластове конгломерати от твърди частици и водоразтворими спойки, те ги разрушават. Този процес е опасен за сгради и съоръжения в близост до такива почви. Но този процес се осъществява по-рядко, защото са нужни определени зърнометрични състави на почвите, през които протича водният поток. При невъзможна филтрация се наблюдава обратният процес - колматация, при която се получава запушване на порите и празнините по пътя на водата и уплътняване на почвите, свързано с намаляване на скоростта на водата.